# Enoploteuthis magnoceani
Enoploteuthis magnoceani is een inktvissensoort uit de familie van de Enoploteuthidae. De wetenschappelijke naam van de soort is voor het eerst geldig gepubliceerd in 1982 door Nesis.